# Pavle Blesić
Pavle Blesić (Sombor, 6. kolovoza 1924.), vojvođanski je slikar. Sin je Marka Blesića i Marije rođ. Zelić. Rodom je vojvođanski Hrvat.
Osnovnu je školu pohađao u Somboru, a u Somboru je pohađao potom građansku školu koju je završio 1940. godine. 
Potom je u Somboru diplomirao na Državnoj trgovačkoj akademiji 1945. te na Učiteljskoj školi - preparandiji 1946. godine. Potom odlazi na Višu pedagošku školu u Novi Sad, gdje je na likovnom odjelu diplomirao kao najbolji student.
Od 1965. je članom ULUS-a. Nakon toga je otišao u Beograd studirati na Filozofski fakultet. Apsolvirao je 1971. godine.
O njegovim djelima je izašlo nekoliko monografija. Prva je bila 1984. godine, autora Miloša Arsića  Pavle Blesić Slikarstvo 1964. – 1984. 1992. je godine izašla druga monografija autora Pavla Vasića, Bele Durancija, Zorana Markuša, Save Stepanova i Miloša Arsića. 1998. je godine izašla treća mnografija o njemu, autora Pavla Vasića, Zorana Markuša, Miloša Arsića, Bele Durancija, Srete Bošnjaka i Đorđa Kadijevića. 2004. je godine Muzej Vojvodine objavio knjigu izbor tekstova o slikarstvu Pavla Blesića.
Sudionik je mnoštva likovnih kolonija u tuzemstvu i inozemstvu. Samostalno je izlagao na pedesetak izložaba te skupno na više od 400 izložaba u tuzemstvu i inozemstvu.

## Nagrade i priznanja
Dobitnik je brojnih nagrada, među ostalim Ordena rada sa srebrnim vijencem, Oktobarske nagrade grada Sombora, otkupnih nagrada za crteže, minijature, akvarele i druge.

## Vanjske poveznice
- Galerija Pro arte, Novi Sad[neaktivna poveznica][neaktivna poveznica] Slika Pavla Blesića: Kapija pod krošnjama
- Galerija Pro arte, Novi Sad[neaktivna poveznica][neaktivna poveznica] Slika Pavla Blesića: Drvena kapija
- Galerija Pro arte, Novi Sad[neaktivna poveznica][neaktivna poveznica] Slika Pavla Blesića: Šor
- Galerija Pro arte, Novi Sad[neaktivna poveznica][neaktivna poveznica] Slika Pavla Blesića: Sat